# Palaina wilsoni
Palaina wilsoni é uma espécie de gastrópode da família Diplommatinidae.
É endémica de Palau.